# Amir Tessler
Amir Tessler (hebräisch אמיר טסלר; * 15. Januar 2005) ist ein israelischer Schauspieler.

## Leben und Karriere
Tessler ist der Sohn der Regisseurin Raanan Tessler und von Chalil Tessler. Er besuchte die Beit Or Elementary School. Seinen Wehrdienst machte er bei der IDF.
Sein Debüt gab er 2015 in dem Film Eine Geschichte von Liebe und Finsternis. Anschließend war er 2017 in der Fernsehserie Noflot al HaRaglayim zu sehen. Außerdem wurde er 2019 für den Film Esau gecastet. Im selben Jahr bekam Tessler eine Rolle in Sky Raiders. Unter anderem trat er 2021 in der Serie Alumim auf. 2023 spielte er in dem Film The Stronghold mit.

## Filmografie
Filme
- 2015: Eine Geschichte von Liebe und Finsternis
- 2017: Shelter
- 2019: Esau
- 2019: Sky Raiders
- 2019: Father’s Sonata
- 2023: The Stronghold

Serien
- 2017: Noflot al HaRaglayim
- 2021: Alumim